# George Le Bonsai
George le Bonsai (Geburtsname Georg Rehnert, geboren am 24. November 1968 in Fulda, Hessen) ist ein deutscher Sänger und Entertainer. Bekannt wurde er durch seine energiegeladenen Bühnenshows und seinen Comedy-Pop-Stil.

## Frühes Leben und Karrierebeginn
Bereits im Alter von 11 Jahren begeisterte George le Bonsai das Publikum auf regionalen Karnevalsbühnen in seiner Heimatstadt Fulda. Seine Karriere begann in den frühen 1990er Jahren in mehreren Bands und Projekten, wobei er 1992 erstmals im Fernsehen auftrat. Zusammen mit Frank Katzer gründete er das Synthie-Pop-Duo "Kinetic" und präsentierte den Song "The Sweetest Smile of the Universe" in einem Newcomer-Special in der C&A-Werbung, der auch auf MTV ausgestrahlt wurde.

## Künstlerischer Durchbruch
Mit dem Produzententeam "SongDesign" startete George le Bonsai 1996 seine professionelle Musikkarriere. Seine erste Maxi-CD "Ich müsste lügen" wurde veröffentlicht und brachte ihm Aufmerksamkeit durch TV-Auftritte, darunter in "VIVAsion" mit Stefan Raab. 
1999 gelang ihm mit "Ich lieb Verona Feldbusch" der Durchbruch. Die Single brachte ihm große Publicity und Chartplatzierungen. Der humorvolle Song war besonders auf Mallorca erfolgreich und führte zu zahlreichen TV-Auftritten.

## Weitere Erfolge
George le Bonsai veröffentlichte in den folgenden Jahren weitere erfolgreiche Singles, darunter "Agent 003 1/2" (1999), eine Parodie auf James Bond, und "Ich werde Mr. Germany" (2001). Auch sein Safer-Sex-Schlager "Ohne Gummi (geh' ich nicht mehr aus dem Haus)" (2001) und der Foxhit "Ich bin Single" (2003) konnten sich in den Charts platzieren. 
2003 veröffentlichte er das Album "Singles", das eine Sammlung seiner größten Hits beinhaltete.

## Gründung von Houzer & LeBons
Unter dem verkürzten Künstlernamen "LeBons" gründete George le Bonsai 2017 mit dem DJ und Producer Caspa Houzer die englischsprachige House- und Dance-Combo "Houzer & LeBons". Ihre ersten Singles "Lawyer" (2018), "It’s My Show" (2019) und "This Song" (2020) erhielten positive Resonanz und wurden durch ansprechende Videoclips ergänzt.

## Diskografie
| Jahr | Titel                                         | Format             |
| ---- | --------------------------------------------- | ------------------ |
| 1996 | Ich müsste lügen                              | Maxi-CD            |
| 1998 | Der Knutschfleck                              | Maxi-CD            |
| 1999 | Ich lieb Verona Feldbusch                     | Maxi-CD            |
| 1999 | Agent 003 1/2                                 | Maxi-CD            |
| 2000 | Ich lieb Verona Feldbusch 2000                | Maxi-CD            |
| 2001 | Ich werde Mr. Germany                         | Maxi-CD            |
| 2001 | Ohne Gummi (geh’ ich nicht mehr aus dem Haus) | Maxi-CD            |
| 2003 | Singles                                       | Album (CD)         |
| 2004 | Fußball – Ich spiel Fußball                   | Maxi-CD            |
| 2006 | Großstadtdschungel                            | Mini-Album         |
| 2007 | Tatütata (Der Dieter da?)                     | (unveröffentlicht) |
| 2009 | Chianti Lied                                  | Single             |
| 2019 | Ich lieb Helene F.                            | Single             |
| 2020 | Optimalle                                     | Single             |